# پرتنگ (محترم آباد)
پرتنگ (محترم آباد)، روستایی در دهستان محترم‌آباد بخش کتیج شهرستان فنوج در استان سیستان و بلوچستان ایران است. 

## جمعیت
این روستا در دهستان محترم آباد قرار دارد و براساس سرشماری عمومی نفوس و مسکن (۱۳۹۵)، جمعیت آن زیر سه خانوار بوده‌است.